# Volo così 1986-1996
Volo così 1986-1996 è una raccolta del 1996 di Paola Turci, pubblicata dall'etichetta discografica BMG.

## Il disco
L'album nasce per celebrare i dieci anni di attività musicale della cantante romana. Contiene sedici successi del passato e due inediti, Volo così, brano presentato al Festival di Sanremo 1996 e La felicità, singolo estivo con cui la Turci partecipò al Festivalbar dello stesso anno.
Con questo album la cantante ha chiuso definitivamente il contratto con la BMG, per la quale aveva in precedenza pubblicato altri due album di inediti.

## Tracce
1. Volo così - 4:04
2. Ringrazio Dio - 4:46
3. Io e Maria - 3:47
4. Bambini - 4:08
5. Mi chiamo Luka - 3:54
6. Ti amerò lo stesso - 3:09
7. Ancora tu - 4:44
8. Una sgommata e via (remix) - 4:22
9. Nosy-Be - 4:38
10. L'uomo di ieri - 3:35
11. Due donne - 3:52
12. Frontiera - 4:56
13. Qualcosa è cambiato - 5:27
14. Stato di calma apparente - 3:58
15. Dove andranno mai i bambini come noi - 4:23
16. Stringimi stringiamoci - 4:26
17. Fine di un amore - 3:30
18. La felicità - 4:10

- (5) (10) da Ragazza sola ragazza blu
- (4) (6) (11) (17) da Paola Turci
- (2) (12) da Ritorno al presente
- (15) (16) da Candido
- (3) (7) (14) da Ragazze
- (8) (9) (13) da Una sgommata e via
- (1) (18) inediti

## Formazione
- Paola Turci - voce, cori
- Ricky Portera - chitarra
- Alessandro Magri - programmazione
- Claudio Golinelli - basso
- Lele Melotti - batteria
- Mark Harris - tastiera
- Emanuela Cortesi - cori